# Station Dąbrówki Breńskie
Station Dąbrówki Breńskie is een spoorwegstation in de Poolse plaats Dąbrówki Breńskie.